# Adisura stigmatica
Adisura stigmatica là một loài bướm đêm trong họ Noctuidae.